# Festival Flamenc d'Almeria
El festival flamenc d'Almeria és un esdeveniment musical que se celebra a la ciutat de Almeria (Andalusia, Espanya) des de l'any 1966 dedicat per sencer al flamenc.

## Història

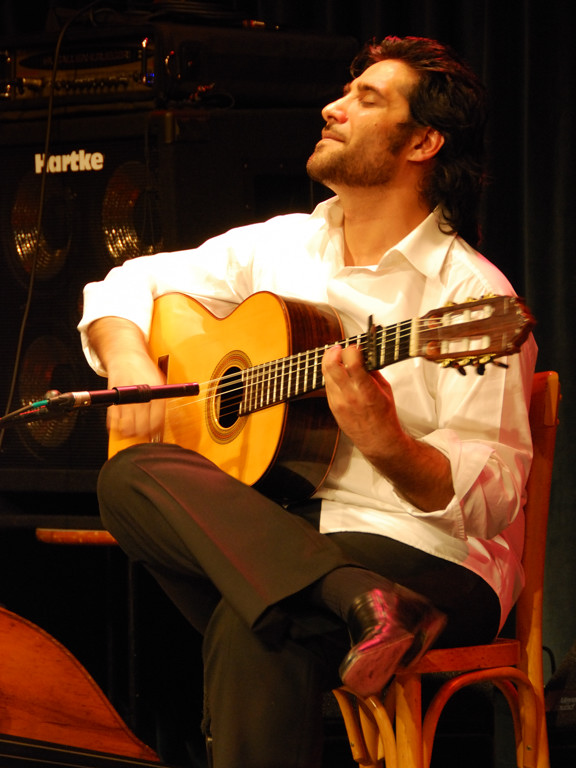
Juan José Heredia "Niño Josele", n. Almeria, 1974.

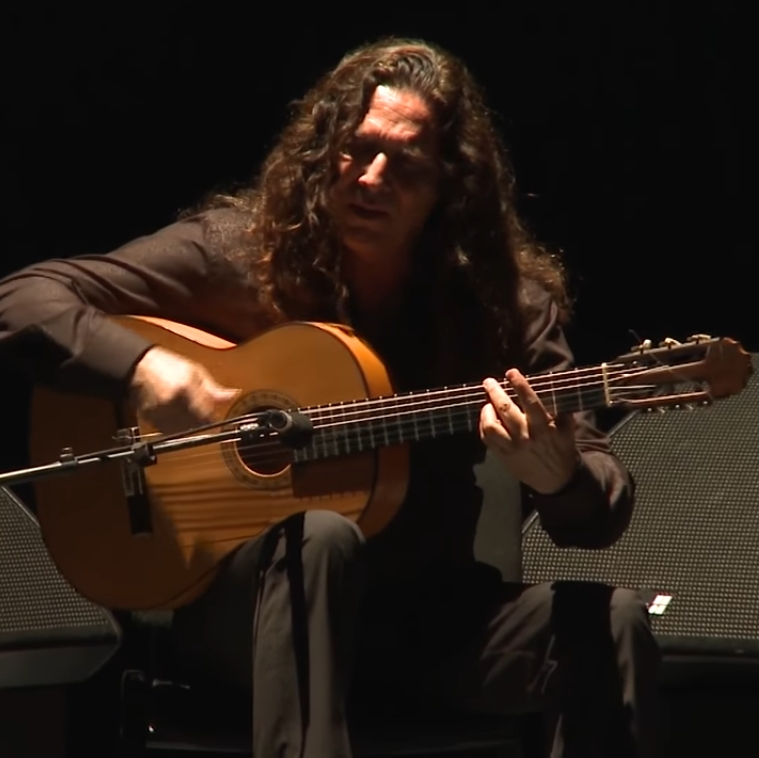
José Fernández Torres "Tomatito", n. Almeria, 1958.

El festival flamenc de Almeria comença les seves activitats al juliol de 1966, amb les actuacions de El Chocolate, Fosforito, José Menese, Luis Caballero, Antonio Ranchal i Álvarez de Sotomayor a canti; Pedro Peña i Juan Habichuela a la guitarra; i Trini España i Farruco a ball.
L'any 2016 celebra les seves noces d'or amb activitats especials. Per primera vegada la seva celebració es desvincula de la Fira d'Almeria. Les activitats van incloure concerts, xerrades, cinema, exposicions, visites guiades o classes magistrals.
Els recitals es van celebrar al Mesón Gitano, amb artistes com Rocío Segura, Montse Pérez, Tomàs de Maria, Niño Josele, Arcàngel, Farruquito, Tomatito, José Mercé, Eva La Yerbabuena, Miguel Poveda i Antonio Canales.
Les classes magistrals van tenir lloc al Museu de la Guitarra, amb Tomatito i Antonio Canales. El mateix museu va ser seu de les xerrades impartides per José Manuel Cano, Norberto Torres, Antonio Zapata o Alejandro Reyes. L'exposició sobre els cinquanta anys del festival va tenir lloc a la peña El Taranto. Les projeccions de cinema es van realitzar al Teatre Apolo.
Plazeando pel nucli històric de Almeria és una activitat paral·lela, amb diversos artistes convidats.